# Ferroviário AC (Fortaleza)
Ferroviário Atlético Clube (kortweg Ferroviário) is een Braziliaans voetbalclub uit Fortaleza, de hoofdstad van de staat Ceará. De club speelde altijd in de schaduw van de andere grote clubs uit de stad, Fortaleza EC en Ceará SC.

## Geschiedenis
De club werd in 1933 opgericht na een fusie tussen Matapasto en Jurubeba. Het bedrijf Rede de Viação Cearense (spoorwegenbedrijf) wilde een club hebben die aan het Campeonato Cearense kon deelnemen en de naam van de club werd Ferroviário Foot-Ball Club wat zoveel betekent als spoorwegenwerkers.
In 1937 werd de club kampioen van de tweede klasse en promoveerde zo naar de hoogste klasse van Ceará. De eerste titel daar werd in 1945 gewonnen. De laatste titel werd 50 jaar later behaald. In 1968 werd de club kampioen zonder ook maar één wedstrijd te verliezen. In 2014 degradeerde de club na 77 seizoenen onafgebroken in de eerste klasse, naar de tweede klasse. 
Na een seizoen in de middenmoot van de tweede klasse miste de club op één punt na de promotie in 2016. Echter voor de start van het seizoen 2017 mocht de club toch in de hoogste klasse aantreden omdat promovendus Alto Santo verstek gaf. De club eindigde zesde, maar kon dan wel in de eindronde Horizonte en grote broer Fortaleza uitschakelen. In de finale was Ceará te sterk, maar de tweede plaats leverde wel een plaats op in de edities van 2018 van de Copa do Brasil, Série D en Copa do Nordeste. In de Copa do Brasil bereikte de club de vierde ronde en schakelde onder andere eersteklasser Sport uit, maar werd dan zelf uitgeschakeld door Atlético Mineiro. In de Série D bereikte de club de finale, die ze wonnen van Treze, waardoor ze voor het eerst sinds 2006 terug in de Série C zullen spelen. Op het einde van het jaar won de club ook nog de Copa Fares Lopes, waardoor ze zich plaatsten voor de Copa do Brasil 2019. De club speelde gelijk tegen het grote Corinthians, maar de regel in de eerste ronde is dat de kleinere club het thuisvoordeel krijgt, maar bij een gelijkspel de uitclub naar de volgende ronde gaat. In de Série C was de club het hele seizoen in de running voor een eindrondeticket, maar de laatste speeldagen konden ze niet meer winnen waardoor ze vijfde werden. Na twee seizoenen middenmoot degradeerde de club in 2022 uit de Série C. De club kon wel na één seizoen terug de promotie afdwingen, maar kon in 2024 het behoud niet verzekeren. 

## Erelijst
Campeonato Cearense
1945, 1950, 1952, 1968, 1970, 1979, 1988, 1994, 1995.
Série D
2018, 2023
Copa Fares Lopes
2018, 2020, 2024